# Parasmittina pinctatae
Parasmittina pinctatae är en mossdjursart som beskrevs av Liu 200. Parasmittina pinctatae ingår i släktet Parasmittina och familjen Smittinidae. Inga underarter finns listade i Catalogue of Life.